# Kanselier (historisch)

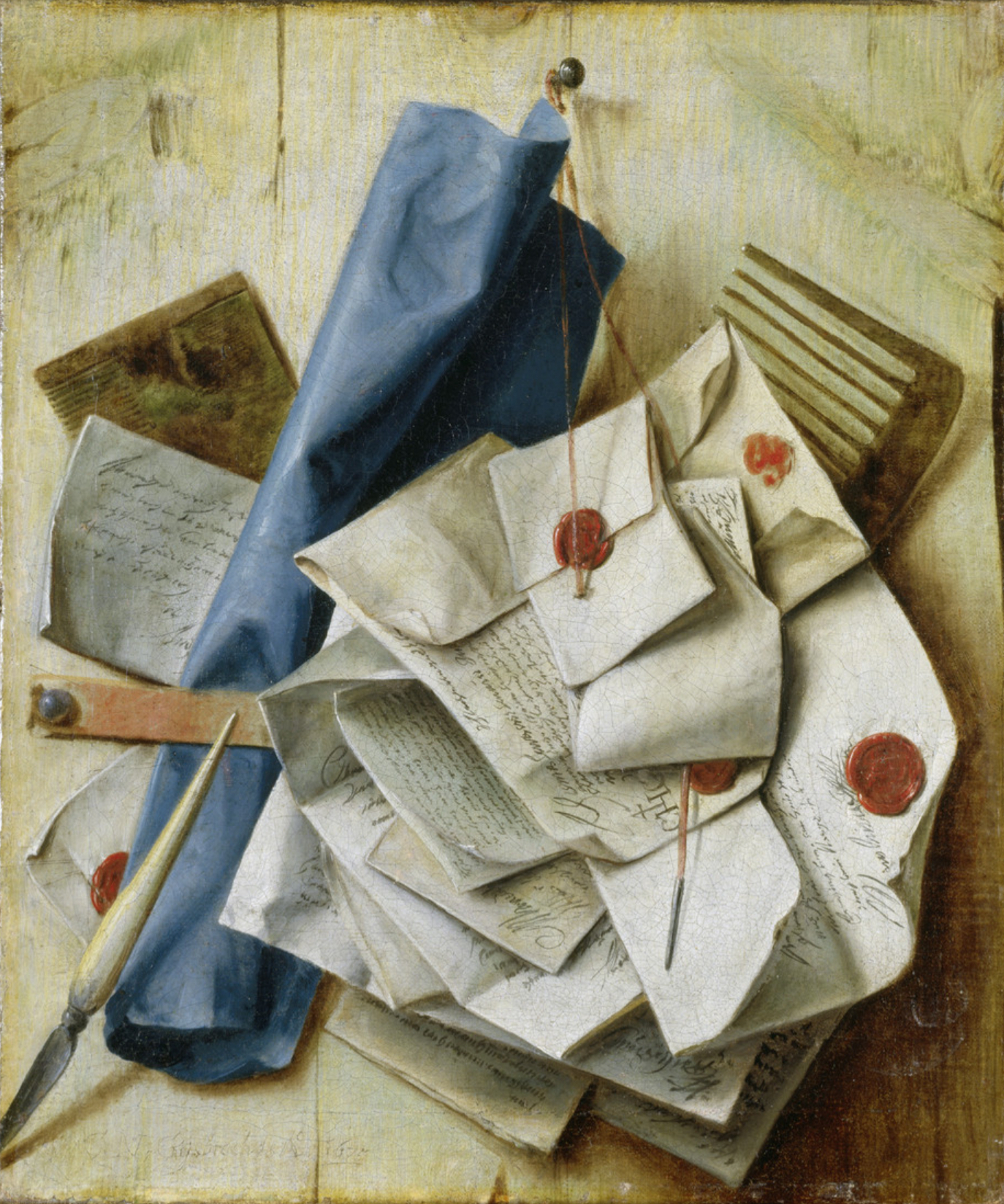
Kanselarijattributen op een schilderij van Cornelis Norbertus Gysbrechts (1665)

Een kanselier (Latijn: cancellarius) was het hoofd van een kanselarij (Latijn: cancellaria), het bureau waar de oorkondes en andere documenten van een bepaalde vorst of andere bestuurlijke instelling werden opgesteld, bezegeld en uitgevaardigd. Vaak was de kanselier tegelijk een hoge adviseur van de vorst en groeide hij in bepaalde landen uit tot een regeringsleider.

## Historische ontwikkeling
Reeds de Romeinse keizers hadden kanseliers in dienst. De term is dan ook afgeleid van het Latijnse woord cancelli, dat staat voor de tralies of het hekwerk waarmee een kanselarij als afgescheiden ruimte werd aangeduid.
Onder de Karolingen stond een (aarts)kanselier aan het hoofd van de geestelijken en secretarissen die aan het Frankische hof belast waren met het opstellen van oorkondes, capitularia en andere schriftelijke stukken. De eerste aartskanselier was Badilon, die in 757 door Pepijn de Korte werd benoemd.
Opvolgende aartskanseliers waren bijna allemaal Franse geestelijken, maar onder hen was ook een bastaardzoon van Karel de Grote. Vanaf de 10e eeuw werd het kanseliersambt vervuld door de aartsbisschop van Reims.
Het schrijven van concepten was de taak van schrijvers (notarii cancellarii). Onder de Merovingen waren dit leken onder leiding van de referendum. Onder de Karolingen werden zij echter vervangen door geestelijken, aangezien alleen zij de nieuwe juridische taal, het Latijn, beheersten. Zij werden gekozen uit de leden van de hofkapel, waardoor het hoofd daarvan, de aartskapelaan, de facto ook de kanselier werd. Deze werd ook verantwoordelijk voor de bewaring en vervaardiging van het koninklijke zegel.
Na de splitsing van het rijk van Karel de Grote in het westelijke Frankrijk en het oostelijke Duitse rijk benoemde de eerste Franse koning uit het huis Capet geen nieuwe aartskanselier meer, nadat de laatste Karolingische kanselier, aartsbisschop Adalbero van Reims, was overleden. Het hoofd van de Franse kanselarij zou voortaan de titel kanselier van Frankrijk dragen.
In het Duitse, later Heilige Roomse Rijk, bleef de titel aartskanselier wel behouden. Keizer Otto de Grote vertrouwde deze functie eerst toe aan zijn broer Bruno, de aartsbisschop van Keulen en later aan zijn zoon Willem, de aartsbisschop van Mainz. Sindsdien is het aartskanselierschap verbonden met de aartsbisschoppelijke zetel van Mainz.
Aan de middeleeuwse hoven konden alleen de daar aangestelde geestelijken van de hofkapel schrijven. Zoals als onder de Karolingen werd daarom vaak de hofkapelaan als kanselier verantwoordelijk voor het op schrift stellen en versturen van koninklijke of keizerlijke besluiten. Ook bewaarde de kanselier het stempel voor het vervaardigen van het zegel van de vorst.
In de late middeleeuwen bestond een typische kanselarij uit enkele secretarissen voor het opstellen van de teksten, enkele schrijvers voor het in het net uitschrijven daarvan, een zegelaar voor het aanbrengen van de zegels en een taxator voor het innen van de verschuldigde kanselarij- en zegelrechten (vergelijkbaar met de huidige leges).
Als hoofd van de kanselarij was de kanselier feitelijk een soort regeringsleider en kreeg hij soms veel macht. Het is daarom voorgekomen dat vorsten ervan afzagen om nog een kanselier te benoemen; dit was bijvoorbeeld het geval bij de Heilige Stoel en in de Habsburgse Nederlanden. Voor de bewaring van het grootzegel van de vorst werd in zulke gevallen een aparte grootzegelbewaarder benoemd.
In de late middeleeuwen benoemden vorsten die in personele unie over meerdere rijken of landsheerlijkheden regeerden een grootkanselier als leider van de centrale kanselarij. Daaronder ressorteerden dan de kanseliers van de afzonderlijke gebieden.

## Heilige Stoel

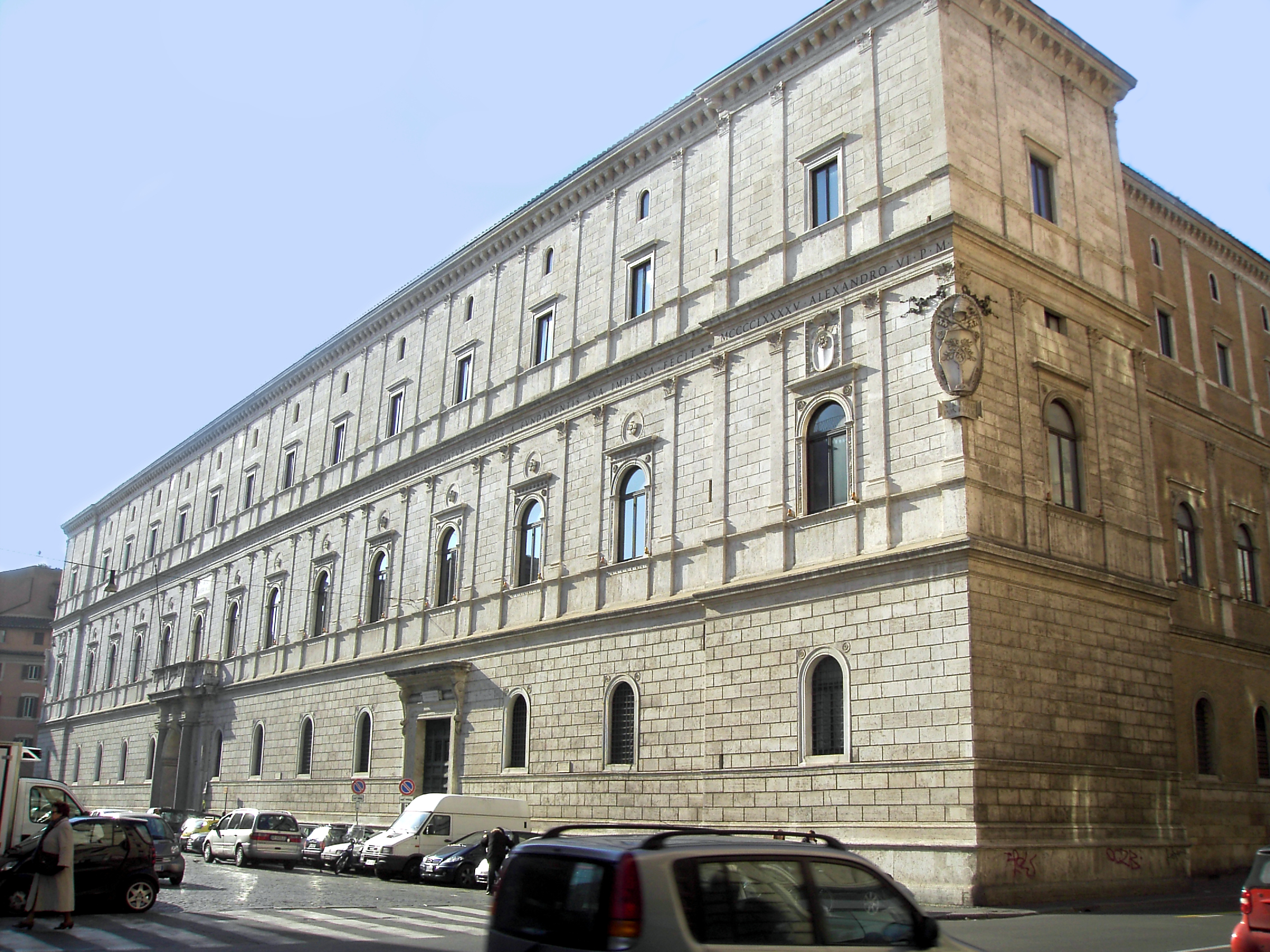
Het Palazzo della Cancelleria in Rome

De kanselarij van de Heilige Stoel (ook wel de Pauselijke, Apostolische of Roomse Kanselarij) stond zeker al sinds de 11e eeuw onder leiding van de kanselier van de Heilige Roomse Kerk. Dit was altijd een kardinaal-priester met als titelkerk de San Lorenzo in Damaso. Sinds de 16e eeuw was de pauselijke kanselarij gevestigd in het Palazzo Riario vlak bij het Campo de' Fiori, beter bekend als het Palazzo della Cancelleria (tegenwoordig zijn hier twee pauselijke gerechtshoven gevestigd).
Vanaf 1187 werd geen kanselier meer benoemd, maar nog slechts een vicekanselier. De titel kanselier van de Heilige Roomse Kerk werd pas onder paus Pius X weer hersteld, toen deze in 1908 de Romeinse Curie hervormde. Daarbij werd de Kanselarij van de Apostolische Breven onderdeel van het Staatssecretariaat onder leiding van de kardinaal-staatssecretaris.
Dit laatste ambt gaat terug op de Secretarius Intimus, die door paus Leo X werd benoemd voor de correspondentie met de toen opkomende diplomatieke vertegenwoordigingen van de Heilige Stoel. Aanvankelijk was dit een nog tamelijke geringe functie. Echter, nadat paus Innocentius XII in 1692 een eind had gemaakt aan het ambt van de machtige kardinaal-nepoot, was de inmiddels ook kardinaal-staatssecretaris een van de belangrijkste functionarissen van de curie geworden.
De positie van het staatssecretariaat werd nog belangrijker toen paus Paulus VI het in 1968 tot coördinerend orgaan van de curie maakte. Ten slotte schafte hij in 1973 het ambt van kanselier van de Heilige Roomse Kerk af en bracht de taken daarvan onder bij het staatssecretariaat.
De taken van achtereenvolgens de kanselier, de vicekanselier en de kardinaal-staatssecretaris vervielen bij het overlijden van de paus. Tijdens de sede vacante worden de wereldlijke aangelegenheden van de Kerk waargenomen door de kardinaal camerlengo.

## Duitsland
Onder Lodewijk de Duitser (840-876) werd de koninklijke hofkapel geleid door de aartskapelaan (Erzkaplan), die al gauw de titel aartskanselier (Erzkanzler) kreeg. Al sinds 965 was het kanselierschap van het Heilige Roomse Rijk verbonden met de bisschoppen, later keurvorsten van Mainz, die dit ambt tot 1806 zouden behouden. Het rijkskanselierschap was een van de 'aartsambten' (Erzämtern) van het Duitse Rijk, maar werd in de loop van de middeleeuwen een louter ceremoniële functie, die alleen nog bij konings- en keizerskroningen werd uitgeoefend.
Als feitelijk kanselier van de Rooms-Duitse keizers fungeerden de drie (aarts)kanseliers, die ieder verantwoordelijk waren voor een deel van de erflanden. Zo was er meestal een kanselier voor Duitsland, een voor het koninkrijk Italië en een voor het koninkrijk Bourgondië. In de Gouden Bul van 1356 werd de verdeling van de aartsambten onder de drie geestelijke keurvorsten wettelijk geregeld. De aartsbisschop van Mainz was tevens aartskanselier voor de Duitse gebieden (Archicancellarius per Germaniam), de aartsbisschop van Keulen was kanselier voor Rijks-Italië (Archicancellarius per Italiam) en de aartsbisschop van Trier voor Boergondië (Archicancellarius per Galliam). In de twaalfde eeuw waren de proosten van het Sint-Servaaskapittel te Maastricht kanselier voor Italië.
In het Duitse Keizerrijk van 1871-1918 was de Rijkskanselier (Duits: Reichskanzler) het hoofd van de regering en daarmee feitelijk de minister-president. In het huidige Duitsland is dit de bondskanselier (Bundeskanzler), wiens ministerie de Bondskanselarij (Bundeskanzleramt) heet. Ook in Oostenrijk heeft de regeringsleider de titel van bondskanselier (Bundeskanzler).

Sir Thomas More (1478-1535). Schilderij door Hans Holbein de Jonge

## Engeland
In Engeland is de kanselier (Engels: Lord Chancellor) een belangrijk lid van de regering en een van de grootdignitarissen (Grand Officers) van de staat. Waarschijnlijk de beroemdste Engelse kanselier was de humanist Thomas More, die diende onder koning Hendrik VIII en door hem in 1535 ter dood werd veroordeeld.

## Russische Rijk
In het Russische Rijk vormde de kanselier (kantsler) de hoogste rang (1e klasse) van staatsdienst in de Rangentabel (Tabel o rangach; ingesteld in 1722) en stond op hetzelfde niveau als de werkelijke geheime adviseur 1e klasse (verzamelbenaming, soms ook een kanselier), veldmaarschalk (leger) en de admiraal-generaal (marine). Alleen de meest onderscheiden overheidsdienaren werden bevorderd tot deze rang. Had een persoon de 2e klasse (op een na hoogste rang binnen de tabel) weten te bereiken, dan kon deze de titel van vicekanselier (vitse-kantseler; onderkanselier) krijgen.
De rang werd in totaal 11 maal vergeven, het meest aan ministers van buitenlandse zaken, zoals Aleksandr Gortsjakov en Aleksej Bestoezjev-Rjoemin. De laatste 50 jaren van het bestaan van het rijk werd niemand meer als kanselier aangesteld, al werd de rang niet formeel afgeschaft.

## De Nederlanden
In de middeleeuwen hadden de meeste afzonderlijke landsheerlijkheden van de Nederlanden een eigen kanselier, vaak een hoge geestelijke.
Onder de Bourgondische hertogen was er bovendien een kanselier bij het centrale bestuur dat verantwoordelijk was voor alle Bourgondische en later Habsburgse Nederlanden. Deze kanselier werd onder keizer Karel V in 1515 verheven tot grootkanselier. Mercurino di Gattinara wilde zijn bevoegdheden als grootkanselier uitbreiden over al Karels rijken en landen. Dit zag de keizer zelf echter niet zitten en benoemde daarom na het overlijden van Gattinara in 1530 geen nieuwe grootkanselier meer.
Nadien werden de taken van de grootkanselier de facto overgenomen door Karels eerste minister Nicolas Perrenot de Granvelle en, na zijn overlijden in 1550, door diens zoon Antoine Perrenot de Granvelle. Beiden hadden formeel de functie van grootzegelbewaarder.
Onder Filips II werden de zegels voor de Nederlanden bewaard door een raadsheer van de Raad van State. Deze voerde de titel van staatsraad-zegelbewaarder voor de Nederlanden en had voor de administratieve zaken twee staatssecretarissen onder zich.
In de Republiek der Zeven Verenigde Nederlanden zijn de kanseliers steeds deel van de ambtenarij gebleven, al zou men de invloedrijke raadspensionarissen van de Staten van Holland en de Staten-Generaal als opvolgers van de vroegere grootkanselier kunnen zien.
In België zijn de kanseliers actief in het regeringsgebouw Wetstraat 16, het politieke hart van België.

## Kanselarijstijl
Aan de kanseliers danken wij de kanselarijstijl; veel omhaal van ingewikkelde woorden die op de keper beschouwd niets concreets zeggen. De verschillen in kanselarijstijlen helpen in de oorkondeleer om de herkomst en authenticiteit van oorkonden vast te stellen. Men let dan met name op de indeling van de tekst en op vaste groet- en slotformules.

## Overige kanseliers
- De kanselier van het Kapittel van de civiele orden
- De kanselier als hoofd van de kanselarij van een ambassade
- De kanselier van het Kapittel van de Militaire Willems-Orde
- De kanselier van het Kapittel van de Huisorde van Oranje
- De kanselier van een bisdom
- Grootkanselier